# Sønder Jernløse
Sønder Jernløse – miasto w Danii, w regionie Zelandia, w gminie Holbæk.